# Жиц, Григорий Минаевич
Григорий (Гершл, Гершон) Минаевич Жиц (1903 — 1954) — журналист, исполняющий обязанности главного редактора газеты «Эйникайт», обвиняемый по сфабрикованному «делу ЕАК».

## Биография
Родился в еврейской семье. Писал публикации для нескольких газет, выходивших на идиш, например «Штерн» в Харькове и «Минскер штерн» в Минске. С 1934 до 1935 редактировал районные газеты Новозлатопольска на идиш «Колвирт штерн» («Колхозная звезда») — в 1931-1932 эта газета издавалась под названием «Фар дуркхойскер колективизацие» («За сплошную коллективизацию») и «Бавегер фун колективизацие» («Двигатель коллективизации»). Первая являлась органом печати Новозлатопольского районного комитета партии и районного совета, а вторая органом печати Новозлатопольской МТС. В 1925 призван в РККА, участник Великой Отечественной войны, капитан административной службы. Затем направлен на работу в редакцию «Эйникайт». После смерти Ш. Эпштейна стал членом Президиума ЕАК и ответственным редактором «Эйникайт», исполняя обязанности такового вплоть до ликвидации газеты. Арестован в 1949, приговорён в 1950 к 15 годам ИТЛ. Умер в больнице Бутырской тюрьмы осенью 1954 года.